# Aguarico

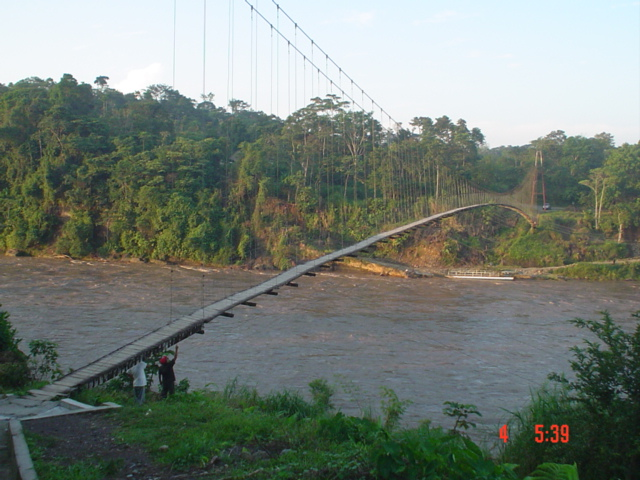
Hangbrug over de Aguarico in de provincie Sucumbíos

De Aguarico is een Ecuadoraanse rivier, die ontstaat in de Andes. De rivier ontstaat aan de voet van de bergtoppen in de buurt met de grens met Colombia. De rivier stroomt (zuid-)oostwaarts al slingerend door de provincie Sucumbíos. Voor een kilometer of 25 stroomt het langs de grens met de provincie Napo. Vervolgens stroomt het voor eenzelfde afstand langs de oostgrens met en westgrens van Peru. Als zij "grensrivier" af is, stroomt ze in de Napo. Uiteindelijk komt het water van de Aguarico terecht in de Amazone. De rivier is ongeveer 390 kilometer lang. 